# Ромен Грегоар
Ромен Грегоар (фр. Romain Grégoire; 21. јануар 2003) француски је бициклиста који тренутно вози за  ворлд тур тим Групама—ФДЈ. Освојио је по једном трке Катре журс де Данкерк и [[Ардеш класик. На Свјетском првенству је освојио сребрну медаљу у друмској вожњи за јуниоре а на Европском златну медаљу.

## Дјетињство и јуниорска каријера
Током јуниорске каријере два пута је освојио првенство Француске у друмској вожњи и једном у вожњи на хронометар, док је 2021. освојио златну медаљу на Европском првенству у друмској вожњи за јуниоре, побиједивши у спринту Пер Странд Хагенеса и Ленија Мартинеза. Касније током године освојио је сребрну медаљу на Свјетском првенству у друмској вожњи за јуниоре, завршивши 19 секунди иза Хагенеса.
До 2022. се такмичио и у циклокросу и освојио је првенство Француске за возаче до 23 године почетком јануара 2022. У јануару је такође прешао у континентални тим ворлд тур тима Групама—ФДЈ, са којим је прве године освојио Лијеж—Бастоњ—Лијеж за возаче до 23 године и остварио је етапну побједу на Тур де л’Авенир трци.

## Професионална каријера
Каријеру је почео 2023. године у тиму Групама—ФДЈ. У марту је возио Страде Бјанке, који је завршио на осмом мјесту, преко минут иза Тома Пидкока, што му је било први пут да је неку ворлд тур трку завршио у првих десет. У мају је возио трку Катре журс де Данкерк, гдје је побиједио на другој етапи у спринту испред Итана Вернона, а затим је на петој етапи дошао на циљ са Хагенесом, од којег је изгубио у спринту, али је преузео лидерску мајицу 17 секунди испред Каспера Асгрена. Последња, шеста етапа, била је спринтерска, сачувао је предност и освојио је трку 13 секунди испред Асгрена. У августу је возио Тур де Лимузен трку, гдје је побиједио на првој етапи 19 секунди испред Беное Коснефрое, након чега је побиједио и на трећој етапи, секунду испред Оскара Родригеза. Последњу, четврту етапу, завршио је у групи и освојио је трку 38 секунди испред Коснефрое, уз освојену класификацију за најбољег младог возача. Крајем августа је возио своју прву гранд тур трку — Вуелта а Еспању, гдје је био у бијегу на етапи 11 и завршио је на другом мјесту, три секунде иза Хесуса Ераде. Вуелту је завршио на 42 мјесту у генералном пласману.
На почетку сезоне 2024. завршио је Ардеш класик на другом мјесту у четворочланој групи која је дошла на циљ, изгубивши у спринту од Хуана Ајуса. Почетком априла возио је Вуелту ал Паис Баско, гдје је на петој етапи побиједио у спринту, што му је била прва побједа у ворлд туру. У наставку сезоне возио је арденске класике, Амстел голд рејс је завршио на 12 мјесту, у групи која је дошла на циљ 11 секунди иза прве деветорице возача, Флеш Валон је завршио на седмом мјесту, девет секунди иза Стивена Вилијамса, а Лијеж—Бастоњ—Лијеж је завршио на 24 мјесту, у групи која је дошла на циљ два минута иза Тадеја Погачара и 20 секунди иза Ромена Бардеа. У јуну је возио Критеријум ди Дофине, гдје је на трећој етапи пратио напад Дерека Џија на 500 метара до циља, али није могао да га обиђе и завршио је на другом мјесту, захваљујући чему је дошао на треће мјесто у генералном пласману. Хронометар на четвртој етапи завршио је три минута иза Ремка Евенепула, а затим је губио вријеме и завршио је на 26 мјесту у генералном пласману, 28 минута иза Приможа Роглича. У јулу је возио Тур де Франс по први пут, гдје је био у бијегу на неколико етапа и добио је награду за најагресивнијег возача на етапи 17, а у генералном пласману је завршио на 41 мјесту. Сезону је наставио на Тур де Полоње трци, коју је завршио на четвртом мјесту у генералном пласману, 33 секунде иза Јонаса Вингегора. У финишу сезоне завршио је Копа Агостини на другом мјесту, изгубивши у спринту од Марка Иршија, а затим је Ђиро дел Венето завршио на трећем мјесту у спринту трочлане групе која је дошла на циљ, иза Корбина Стронга и Ксансра Мориса. Сезону је завршио на Венето класику, који је завршио на другом мјесту, 17 секунди иза Магнуса Корт Нилсена.
Сезону 2025. је почео на Волта ао Алгарве трци, гдје је хронометар на последњој, петој етапи, завршио на четвртом мјесту, 29 секунди иза Вингегора и трку је завршио на четвртом мјесту у генералном пласману, 36 секунди иза Вингегора, уз освојену класификацију за најбољег младог возача. Почетком марта возио је Фон Ардеш класик, гдје је напао у финишу из десеточлане групе и побиједио је три секунде испред Марка Бренера. У априлу је возио Вуелту ал Паис Баско 2025. гдје је другу етапу завршио на другом мјесту, одспринтавши групу која је дошла на циљ три секунде иза Алекса Аранбуруа, након чега је Аранбуру дисквалификован због тога што је погрешно скренуо на кружном току у последњем километру и побједа је приписана Грегоару, али је неколико сати касније одлука поништена и побједа је враћена Аранбуруу. Сезону је наставио на Арденским класицима, Амстел голд рејс је завршио на седмом мјесту, у групи која је дошла на циљ 34 секунде иза Матијаса Скелмосеа, Погачара и Евенепула, након чега је и Флеш Валон завршио на седмом мјесту, 16 секунди иза Погачара. На Лијеж—Бастоњ—Лијежу је Погачар напао на успону Коте де ла Редут, иза њега су кренули Пидкок и Бен Хили, а касније су их достигли Ђулио Чиконе и Жилијен Алафилип. Грегоар је возио у групи која је достигла Пидкока и Алафилипа и завршио је на 19 мјесту, минут и десет секунди иза Погачара, као и седам секунди иза Чиконеа и Хилија. У јуну је возио Тур де Свис, гдје је на првој етапи отишао у бијег заједно са великом групом возача, а затим је напао у финишу и побиједио је 20 секунди испред групе коју је одспринтао Кевин Вокелен, чиме је такође узео лидерску мајицу. Мајицу је изгубио на петој етапи када је завршио скоро седам минута иза Оскара Онлија, а трку је завршио на 17 мјесту у генералном пласману, преко 16 минута иза Жоаоа Алмеиде. На првенству Француске у друмској вожњи стигао је на циљ у трочланој групи и завршио је на другом мјесту, иза Доријана Годона, а испред Вокелена. У јулу је возио Тур де Франс, гдје је другу етапу завршио на четвртом мјесту у спринту, иза Метјуа ван дер Пула, Погачара и Вингегора, а затим је четврту етапу завршио на петом мјесту у спринту шесточлане групе, у којем је побиједио Погачар испред Ван дер Пула.